# Lingiyadih
Lingiyadih é uma vila no distrito de Bilaspur, no estado indiano de Chhattisgarh.

## Demografia
Segundo o censo de 2001, Lingiyadih tinha uma população de 15 769 habitantes. Os indivíduos do sexo masculino constituem 51% da população e os do sexo feminino 49%. Lingiyadih tem uma taxa de literacia de 65%, superior à média nacional de 59,5%: a literacia no sexo masculino é de 73% e no sexo feminino é de 57%. Em Lingiyadih, 16% da população está abaixo dos 6 anos de idade.